# Reinhard Höhn
Reinhard Höhn né le 29 juillet 1904 à Gräfenthal, mort le 14 mai 2000 est un juriste, historien allemand, un membre du parti nazi et un officier SS-Oberführer. Il est l'adjoint de Reinhard Heydrich au SD pendant les années 1930.

## Carrière
Il fait ses études au lycée de Meiningen. Il dirige le cercle des jeunes de Thuringe du Sud. Militant nationaliste actif il entre en 1922 dans le Deutschvölkischer Schutz- und Trutzbund (ligue nationaliste de défense et d'attaque), un mouvement völkisch antisémite. Il milite un temps à Stahlhelm puis est arrêté et fait un bref séjour en prison. Entre 1923 et 1932, Höhn est membre du Jungdeutscher Orden (ordre des jeunes allemands) et un proche collaborateur d'Artur Mahraun. Il entre au SD en 1932 et devient le premier adjoint de Reinhard Heydrich en tant que premier chef du SD Amt II/1 jusqu'en 1939. En mai 1933 il adhère au parti nazi et en 1934 à la SS.
Il devient professeur de droit constitutionnel et administratif à l'Université Humboldt de Berlin et titulaire de la chaire de droit public à l'Université d'Iéna de 1935 à 1945 . Il est dans le même temps directeur de l'institut de recherche d'état (Institut für Staatsforschung). Il est un des artisans de la théorisation nationale-socialiste du mouvement Völkisch.
En 1937, Heinrich Himmler lui confie l'organisation d'une fête nordiciste en hommage à  Henri Ier de Germanie.
Il publie en 1938 la lutte autour de la constitution et le serment de l'armée, la lutte de la bourgeoisie pour l'armée et en 1940 un pamphlet contre la démocratie française Frankreichs demokratische mission in Europa und ihr Ende.
On perd sa trace à la fin de la guerre puis il réapparait comme directeur d'une école pour chefs d'entreprise qu'il fonde en 1956 à Bad Harzburg. Il devient formateur en management du personnel pour l'Akademie für Führungskräfte der Wirtschaft (de)), école qui devient très renommée en Allemagne à tel point qu'elle forme 600 000 cadres issus de 2 600 entreprises allemandes. Le succès est tel que l'armée et des Länder envoient leurs fonctionnaires pour se former à ces méthodes de management de l'administration privée connu sous le nom de « management par délégation de responsabilité ».
Il publie plusieurs ouvrages dont en 1963 L'armée comme éducatrice de la nation et en 1978  Das tägliche Brot des management. 
En 1971, le journal Vorwärts du SPD met en lumière son passé dans l'appareil d’État nazi comme expert de l'économie et de la science politique nationale-socialiste. 
Il meurt en 2000.
Désormais, il est considéré comme Werner Best, Franz Six, Walter Schellenberg ou Otto Ohlendorf, comme un cadre influent de « l'élite véritablement national-socialiste ».